# 페로 제도의 문장

페로 제도의 문장

페로 제도의 문장은 15세기 때에 처음 사용되었으며 현재의 문장은 2004년 4월 1일에 제정되었다. 파란색 방패 안에는 금색 발굽과 뿔, 빨간색 혀를 가진 은색 양이 그려져 있다.